# KTM 200 Duke
La 200 Duke est un modèle de moto du constructeur autrichien KTM.